# 1675 no Brasil
Esta é uma cronologia dos fatos acontecimentos de ano 1675 no Brasil.

## Eventos
- Construção do Forte de São Francisco Xavier de Piratininga.[1]
- 17 de julho: Fundação da cidade mineira de Sabará.
- 26 de novembro: O Visconde de Barbacena, Afonso Furtado de Castro de Mendonça, falece, passando o cargo de governador-geral do Brasil para uma junta governativa provisória formada por Antônio Guedes de Brito, Agostinho de Azevedo Monteiro e Álvaro de Azevedo.

## Mortes
- 26 de novembro: Afonso Furtado de Castro de Mendonça, Visconde de Barbacena, governador-geral do Brasil entre 1671 e 1675.